# 漢特角
漢特角（英語：Cape Hunter），是南極洲的海岬，位於喬治五世地，處於丹尼森角以西15公里的英聯邦灣西岸，在1912年被發現，以生物學家命名，現時由南極條約體系管理。